# Gillian Clarke
Gillian Clarke (* 8. června 1937) je velšská básnířka, dramatička a překladatelka. Narodila se v Cardiffu a studovala angličtinu na Cardiffské univerzitě. Přestože její rodiče mluvili velšsky, ona s nimi v dětství mluvila jen anglicky a velšsky se začala učit až sama mnohem později. Po dokončení univerzity odešla do Londýna, kde pracovala pro BBC, ale po roce se vrátila zpět do Cardiffu.

## Dílo
- Snow on the Mountain (1971)
- The Sundial (1978)
- Letter From a Far Country (1982)
- Selected Poems (1985)
- Letting in the Rumour (1989)
- The King of Britain's Daughter (1993)
- Collected Poems (1997)
- Five Fields (1998)
- The Animal Wall (1999)
- Nine Green Gardens (2000)
- Owain Glyndŵr (2000)
- Making the Beds for the Dead (2004)
- At the Source (2008)
- A Recipe for Water (2009)
- Ice (2012)